# 葉鈺琳
葉鈺琳（1999年4月21日—），原名高鈺琳，臺灣女子籃球運動員，出生於臺北市，至小喜愛打籃球，被姑姑高敏淇找進執教的石牌國中女籃，國三時球隊奪下JHBL國中籃球聯賽女子組冠軍，之後高中葉鈺琳升學至淡水商工，大學進入臺北市立大學就讀，並修讀了北市大研究所。

## 外部連結
- 葉鈺琳在fiba.basketball（英语）
- 葉鈺琳在archive.fiba.com（archived）（英语）
- 葉鈺琳在Eurobasket.com（球員）（英语）